# Assomada
Assomada är en kommunhuvudort i Kap Verde.   Den ligger i kommunen Concelho de Santa Catarina, i den södra delen av landet, 26 km nordväst om huvudstaden Praia. Assomada ligger 391 meter över havet och antalet invånare är 7 927. Den ligger på ön Santiago.
Terrängen runt Assomada är kuperad. Närmaste större samhälle är Santa Cruz, 13,0 km öster om Assomada. 
Omgivningarna runt Assomada är en mosaik av jordbruksmark och naturlig växtlighet. Runt Assomada är det tätbefolkat, med 266 invånare per kvadratkilometer.